# Liste der Monuments historiques in Girancourt
Die Liste der Monuments historiques in Girancourt führt die Monuments historiques in der französischen Gemeinde Girancourt auf.

## Liste der Objekte
| Bezeichnung                 | Beschreibung                                                | Standort                      | Kennzeichnung | Schutzstatus | Datum | Bild |
| --------------------------- | ----------------------------------------------------------- | ----------------------------- | ------------- | ------------ | ----- | ---- |
| Retabel und drei Skulpturen | Holz, farbig gefasst und vergoldet, Marmor, 18. Jahrhundert | in der Kirche St-Brice (Lage) | PM88000397    | Classé       | 1907  |      |
| Skulptur Madonna mit Kind   | Stein, 16. Jahrhundert                                      | in der Kirche St-Brice (Lage) | PM88000398    | Classé       | 1965  |      |